# Santos Futebol Clube (Macapá)
El Santos - AP es un equipo brasileño de la ciudad de Macapá ubicada en el estado de Amapá. Es considerado como el equipo de mayor tradición del estado por encima de equipos como EC Macapá. Juega de local en el Zerão.
Actualmente, ocupa la posición 142 del ranking de la CBF teniendo en cuenta la publicación del 2023.

## Historia
Pese a su creación en 1973, su primera participación en el Campeonato Amapaense fue en el año 1998 ocupando la 6.ª posición del mismo. Desde 1998 hasta 2006, permaneció en la primera división del campeonato y descendió a la segunda categoría de su campeonato estatal. Ascendió en el 2007 y, en el 2009, fue el último e, inicialmente, descendió a la segunda división del campeonato estatal. Sin embargo, debido a problemas económicos de algunos equipos, se mantuvo en primera. Desde el 2010 hasta la actualidad, ha participado en todas las ediciones de su campeonato estatal siendo campeón en cinco oportunidades seguidas desde el año 2013.
En el año 2016, fue participante de la Copa Verde 2016 y del Campeonato Brasileño de Fútbol Serie D 2016, ambos cupos ganados por su buen desempeño en su campeonato estatal. Sin embargo, en el primer campeonato, quedó eliminado en octavos de final por Nacional - AM y, en el segundo, quedó último de su zona consiguiendo 2 puntos de 18 posibles.
En 2017, como campeón del Campeonato Amapaense, participó de la Copa Verde 2017 y del Campeonato Brasileño de Fútbol Serie D 2017. En el primer torneo, llegó hasta las semifinales siendo vencido por Paysandu, equipo que terminaría siendo el subcampeón del torneo. En el torneo nacional, finalizó en el primer lugar del grupo llegando hasta los octavos de final del torneo superando a Altos en la segunda fase pero siendo superado por Maranhão en la tercera fase del campeonato.

## Títulos

### Torneos estatales
- Campeonato Amapaense (7): 2000, 2013, 2014, 2015, 2016, 2017, 2019.
  - Subcampeón del Campeonato Amapaense (3): 2011, 2018, 2021.
- Campeonato Amapaense de Segunda División (1): 2007.